# Balacra congoensis
Balacra congoensis är en fjärilsart som beskrevs av Rothschild 1910. Balacra congoensis ingår i släktet Balacra och familjen björnspinnare. Inga underarter finns listade i Catalogue of Life.